# Pajsarjeva jama
Pajsarjeva jama este o arie protejată (arie specială de conservare — SAC, sit de importanță comunitară — SCI) din Slovenia întinsă pe o suprafață de 23,22 ha, integral pe uscat.

## Localizare
Centrul sitului Pajsarjeva jama este situat la coordonatele 45°59′59″N 14°15′55″E / 45.9998°N 14.2652°E.

## Înființare
Situl Pajsarjeva jama a fost declarat sit de importanță comunitară în aprilie 2013 pentru a proteja un număr necunoscut de specii din flora spontană și fauna sălbatică aflate în arealul zonei. Situl a fost protejat și ca arie specială de conservare în aprilie 2015.

## Biodiversitate
Situată în ecoregiunea alpină, aria protejată conține 1 habitat natural: Peșteri inaccesibile publicului.
La baza desemnării sitului se află un număr nedeclarat de specii protejate.